# دانييل هدسون
دانييل هدسون (بالإنجليزية: Daniel Hudson)‏ (و. 1987  م) هو لاعب كرة قاعدة، من الولايات المتحدة، ولد في لينشبرغ، يلعب كمرسل الكرة ‏.

## روابط خارجية
- دانييل هدسون على موقع دوري كرة القاعدة الرئيسي (الإنجليزية)
- دانييل هدسون على موقعبيزبول رفرنس.كوم (الدوري الرئيسي) (الإنجليزية)
- دانييل هدسون على موقعبيزبول رفرنس.كوم (الدوري الثانوي) (الإنجليزية)
- دانييل هدسون على موقع إي إس بي إن.كوم (أم.أل.بي) (الإنجليزية)
- دانييل هدسون على موقع مشجعي الرسوم البيانية (الإنجليزية)